# Аникст, Михаил Александрович
Михаи́л Алекса́ндрович А́никст (род. 20 ноября 1938, Москва) — российский и британский график, иллюстратор, театральный художник. Заслуженный художник РСФСР (1989).

## Биография
Родился в семье видного театроведа Александра Абрамовича Аникста и переводчицы с чешского языка Евгении Фёдоровны Аникст. В 1962 году окончил Московский архитектурный институт. Работал архитектором в МОСГИПРОТРАНСе. С группой архитекторов участвовал в перестройке Курского вокзала. Совместно с художником Сергеем Бархиным оформлял спектакли в Московских театрах («Современник», «Театр Драмы и Комедии на Таганке», «Театр Сатиры», «театр Гоголя»). Одновременно начал работать художником-оформителем книги, неоднократно был награждён золотыми и серебряными медалями на конкурсах книги в СССР и за рубежом, золотой медалью Академии художеств СССР (1988).
С 1990 года живёт и работает в Лондоне.
Жена (с 1968 года) — Аникст Елена Борисовна, художник-постановщик кино и телевидения.

## Книги М. А. Аникста
- ...в окрестностях Москвы. Из истории русской усадебной культуры XVII-XIX веков [альбом] / Сост. М. А. Аникст, В. С. Турчин; текст: В. И. Шередега и др.; коммент.: В. С. Турчин, К. Г. Богемская; цв. фотосъемка Э. И. Стейнерта по эскизам М. А. Аникста; черн.-белая фотосъемка А. П. Дорофеева. — Москва, Искусство, 1979. — 398 с., цв. ил.; 34х34 см. Резюме и списки ил. на иностр. (63 с.).
- Folk Tales from the Soviet Union: The Caucasus. Москва: Raduga, 1986.
- Russian Graphic Design: 1880—1917. Perseus Distribution Services (итальянское издание — Grafica Russa, 1880—1917, 1990), 1990.
- Russian Design and the Fine Arts, 1750—1917. Harry N Abrams Inc , 1991.
- Soviet Commercial Design of the 20’s. Thames & Hudson, 1987 и 1991.
- The Russian Style. L. King, 1991.
- Architecture of the Stalin Era. Милан: Rizzoli International Publishers, 1992.
- НЭР. ГОРОД БУДУЩЕГО — AVC Charity Foundation. Allemandi, 2018[3].